# Dolní Dobrouč
Dolní Dobrouč è un comune della Repubblica Ceca facente parte del distretto di Ústí nad Orlicí, nella regione di Pardubice.

## Amministrazione

### Gemellaggi
- Marco di Rovereto